# Kurt Flasch
Kurt Flasch est un philosophe et historien de la philosophie médiévale allemand, né en 1930 à Mayence. Il est professeur émérite de la Ruhr-Universität Bochum.

## Biographie
Kurt Flasch obtient en 2000 le « prix Sigmund-Freud pour la prose scientifique », puis en 2001 le Kuno-Fischer-Preis de l'université de Heidelberg.
Il a publié une Introduction à la philosophie médiévale préfacée par le médiéviste Ruedi Imbach en 1987, rééditée avec une postface de l'auteur en 2010. En 2014, il publie Pourquoi je ne suis pas chrétien, où il explique son rejet de la religion.
Il est spécialiste d'Averroès, Dietrich von Freiberg, Nicolas de Cues et Maître Eckhart. Il a critiqué la méthode historiographique de Wilhelm Dilthey. Il a écrit l'introduction du volume Œuvres choisies I. Substances, quiddités et accidents de Dietrich de Freiberg, paru en 2008.

## Œuvres
- D'Averroès à Maître Eckhart, Paris, Vrin, Conférence Pierre Abélard, 2008.
- Initiation à Nicolas de Cues, Paris, Cerf, 2008.
- Prendre congé de Dilthey : Que serait un néohistorisme en histoire de la philosophie ? suivi de Congé à Dilthey, Paris, Les Belles Lettres, 2008.
- Introduction à la philosophie médiévale, Paris, Flammarion, Champs, 1992. Rééd. aux éditions du Cerf en 2010 augmentée d'une postface. Préface de Ruedi Imbach.
- Maître Eckhart : Philosophie du christianisme, Paris, Vrin, 2011.
- Pourquoi je ne suis pas chrétien, Paris, Les Belles Lettres, 2015.
- Le Diable dans la pensée européenne (Der Teufel und seine Engel. Die neue Biographie), trad. d'Iñigo Atucha, Paris, Vrin, 2019  (ISBN 978-2711628834).